# Abraham Belaga

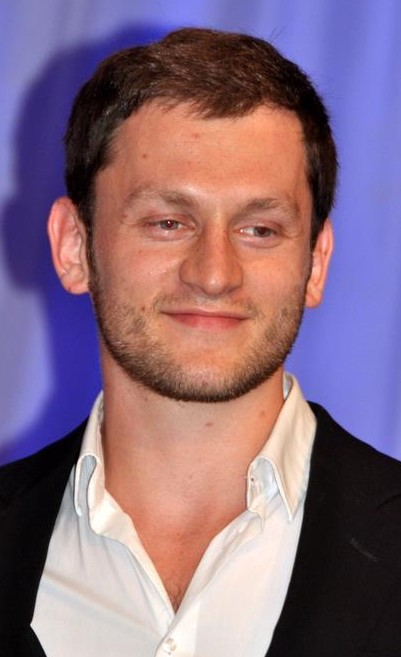
Abraham Belaga (2012)

Abraham Belaga (* 6. Juni 1986 in Straßburg) ist ein französischer Schauspieler.

## Leben
Abraham Belaga studierte von 2004 bis 2006 an der Ecole préparatoire de Lettres Supérieure und von 2006 bis 2008 im Actors Studio. Während dieser Zeit war er in kleineren Rollen in Filmen wie Babylon A.D. und Robin Hood zu sehen. In der internationalen Fernsehserie Die Borgias verkörperte Belaga 2013 in mehreren Folgen Vitelezzo Vitelli.

## Filmografie (Auswahl)
- 2006: Mr. Average – Der Mann für alle Fälle (Comme tout le monde)
- 2008: Babylon A.D.
- 2009: Asche und Blut (Cendres et sang)
- 2009: Zu zweit ist es leichter (À deux c’est plus facile)
- 2010: Robin Hood
- 2011: Flaschenpost vor Gaza (Une bouteille à la mer)
- 2011: Ein besseres Leben (Une vie meilleure)
- 2012: Kein Zutritt (Les meutes)
- 2013: Die Borgias (The Borgias, Fernsehserie)
- 2016: Vor der Morgenröte